# Distrito de Alappuzha
Alappuzha (en malayalam; ആലപ്പുഴ) es un distrito de India, en el estado de Kerala. 
Comprende una superficie de 1414 km². Según el censo de 2011, contaba con una población total de 2 121 943 habitantes.
El centro administrativo es la ciudad de Alappuzha.
Dos tercios de la población son hinduistas (68,64%), habiendo minorías destacables de cristianos (20,45%) y musulmanes (10,55%). El malabar es el único idioma hablado en la mayor parte del distrito, aunque en algunas áreas hay importantes minorías de hablantes de konkani. La alfabetización alcanza al 96,26% de la población.

## Organización territorial
Se divide en seis talukas: Ambalapuzha (con capital en Alappuzha), Chengannur, Cherthala, Karthikappally (con capital en Haripad), Kuttanad (con capital en Mankombu) y Mavelikkara. En cuanto a la autonomía local específica de las ciudades, en el distrito hay seis ciudades que funcionan como municipios: Alappuzha, Chengannur, Cherthala, Haripad, Kayamkulam y Mavelikkara.